# Біологічний спектр
Біологі́чний спектр, інколи екологі́чний спектр або фітоклімати́чний спектр — склад біоморф (життєвих форм) рослин або тварин на певній території, визначений у відсотках. Цей термін запропонував винахідник системи життєвих форм рослин, данський ботанік Крістен Раункер.
Визначення біологічного спектру допомагає вченим точніше ідентифікувати тип клімату, що панує над обстежуваним районом чи, навіть, мікроклімат, притаманний певний місцевості. Так, для тропічного поясу характерні рослини-фанерофіти, для помірного континентального — гемікриптофіти, в аридних областях переважають терофіти. Або якщо у посушливій місцині в ущелині виявлено високий відсоток епіфітів, то це дає підставу думати, що в ній накопичуються вологі повітряні маси, джерелом яких може бути місцева водойма, велика печера чи конденсат.
| Екологія | Це незавершена стаття з екології. Ви можете допомогти проєкту, виправивши або дописавши її. |